# Guru
Guru (dewanagari गुरु) – przywódca wspólnoty w religiach dharmicznych, przewodnik duchowy i nauczyciel, szanowany, a czasem nawet czczony jako wcielenie bóstwa; również: charyzmatyczny lider sekty, wysoki autorytet w pewnym środowisku.

## Hinduizm

### Źródłosłów
Pojęcie oryginalnie wywodzące się z sanskrytu, dosłownie „ciężki”, „ważny”, „czcigodny”, „przewodnik”, „ten który prowadzi z ciemności do światła”. Traktat Gurugita opisuje cechy, rolę oraz właściwą relację pomiędzy uczniami a guru.
Objaśnia się, że sylaba gu oznacza ciemność, natomiast sylaba ru oznacza światło. Stąd wynika takie znaczenie tego tytułu, że prawdziwy guru rozprasza niewiedzę adepta i obdarza go światłem.

### Gurujoga
Konieczność rozwijania związku z guru jako przewodnikiem duchowym, trwającego nawet po jego śmierci, podkreśla zarówno joga jak i tantra oraz wszystkie pozostałe nurty hinduistyczne. Rozwijanie właściwego związku z żyjącym mistrzem-przewodnikiem nazywane jest praktyką gurujogi. Gurugita jak i inne traktaty wymieniają osiem rodzajów guru o coraz wyższych umiejętnościach i coraz bardziej boskiej randze. Stopnie guruttwa pokrywają się z opisywanymi ośmioma stopniami duchowej realizacji, oświecenia czy wyzwolenia.
Dzięki praktyce takiej jogi, uczeń otrzymuje błogosławieństwa od guru, umożliwiające głębsze urzeczywistnienia.
Związek między guru a jego inicjowanym uczniem daje owoce w postaci przeobrażenia wewnętrznego ucznia.

### Cechy guru
Konieczność nauki od guru pokazuje zarówno traktat Hathajoga-Pradipika jak i Śiwapurana czy Joga-Kundali-Upaniszada.Traktat Śiwasanhita (3.13 i następne) powiada: „Bez wątpienia guru jest naszym ojcem, guru jest naszą matką, guru jest przejawionym Bogiem (Dewą – bóstwem, aniołem, Bogiem). Dzięki łasce guru (prasadam) osiągamy wszystko to, co dla nas pomyślane”.
Traktat AdwajaTarakopaniszada (14 i następne) powiada: „Guru – prawdziwy nauczyciel doskonale zna Wedy, czci Wisznu, wolny jest od zazdrości, jest czysty, opanował jogę, koncentruje się na niej i ma jej naturę”.
Traktat Saurapurana (68.11) podaje zgubne karmiczne skutki porzucenia guru, od którego przyjęło się inicjacje (święcenia): „Tego, kto opuszcza swego nauczyciela, spotka rychła śmierć, a tego, kto przerywa recytację mantry otrzymanej od guru, dotknie ubóstwo (nędza)”.

### Kwalifikacje guru
Guru porównywany jest często ze sternikiem łodzi, wysławiany i wielbiony na równi z bogami, do których prowadzi ludzi, ale można też znaleźć ostrzeżenia przed oszustami, którzy nie posiadają oświeconej realizacji. Swami Muktanada Paramahansa na pytanie "Dlaczego istnieją fałszywi guru?" daje następująca odpowiedź:

Wybieramy guru tak jak się wybiera polityków. Rośnie zapotrzebowanie na fałszywych guru, ponieważ rośnie liczba fałszywych uczniów.

## Buddyzm
Guru, mistrz zenu, rōshi czy lama może być przydatny w rozwoju duchowym, jednak bezkrytyczne traktowanie jego słów i związane z tym uzależnienie od niego, to jedna z wielkich przeszkód na drodze do oświecenia. Nawet sam Budda twierdził, że każde jego słowo należy „sprawdzać, tak jak złotnik sprawdza jakość kruszcu”.
Należy podkreślić, że w kulturze buddyzmu wadżrajany nie istnieje możliwość tak zwanego rozwoju duchowego, oświecenia czy wyzwolenia bez przewodnictwa guru – mistrza życia duchowego, wewnętrznego. Wszelkie samotne wysiłki bez prowadzenia przez guru uważa się za chybione, prowadzące do złych stanów ducha lub pomieszania zmysłów. 

## W znaczeniu potocznym
W znaczeniu potocznym mianem „guru” określa się założyciela i charyzmatycznego lidera sekty, który niejednokrotnie stosując techniki psychomanipulacji podporządkowuje sobie członków sekty, wymagając od nich bezwzględnego posłuszeństwa. Przez członków sekty bywa obdarzany szacunkiem i nabożną czcią. Wiąże się to z wiarą w inność przywódcy w stosunku do zwyczajnych śmiertelników oraz w jego dar posiadania nadnaturalnych, nadprzyrodzonych zdolności i właściwości niedostępnych innym ludziom. W ten sposób grupa wyznawców zapewnia liderowi sekty entuzjastyczne potwierdzenie jego idei i potężne wzmocnienie poczucia jego własnej wartości.
Angielski psychiatra Anthony Storr w swojej książce Kolosy na glinianych nogach. Studium guru (Feet of Clay; Saints, Sinners, and Madmen: A Study of Gurus) zauważa, że osoby wchodzące w rolę guru twierdzą, iż doświadczyły szczególnego wglądu duchowego, objawienia. Swoim przeżyciom nadają charakter uniwersalny i uważają, że inni ludzie powinni podzielać ich wizję, mają skłonność do odrzucania jakiejkolwiek krytyki, wykazują tendencje do elitaryzmu, antydemokratyczności. Są z reguły nieprzewidywalni, uważają, że nie krępują ich żadne zasady, tradycja i nie są odpowiedzialni przed żadnym innym człowiekiem. Osoby takie uważają, że przysługują im specjalne prawa i przywileje, wykorzystują swoich wyznawców. Wymyślają dla siebie tajemnicze biografie, które mają uzasadnić ich rzekomą mądrość. Tworzą i głoszą dziwaczne koncepcje kosmologiczne i eschatologiczne, zgodnie z którymi tylko ich wyznawcy zostaną zbawieni, a pozostałych ludzi czeka nieuchronne potępienie.
Według Storra wielu guru w dzieciństwie było samotnych i odosobnionych, stąd u nich skłonności do introwersji i narcyzmu. Bardziej cenią sobie to, co dzieje się w ich umysłach, niż równoprawne kontakty międzyludzkie. Ich systemy religijne, filozoficzne i kosmogoniczne rozwijały się w odosobnieniu. Gdyby głoszone przez nich idee na wczesnym etapie rozwoju zostały poddane dyskusji i krytycznej ocenie, mogłyby nie przetrwać.
Storr sugeruje, że istnieją psychologiczne podobieństwa pomiędzy szalonymi „mesjaszami”, takimi jak Jim Jones czy David Koresh, a szanowanymi przywódcami religijnymi, np. Jezusem, próbuje spojrzeć na Jezusa jako na jednego spośród wielu guru. Śledzi typowe wzorce – często obejmujące choroby psychotyczne – które kształtują rozwój guru, podważając również zdrowie psychiczne Jezusa. Jednocześnie zauważa, że na Wschodzie guru i mistrzowie są szerzej akceptowani. Często przyjmuje się tam, że osoba pragnąca osiągnąć oświecenie potrzebuje przewodnika duchowego, który będzie ją prowadził. Kultury buddyjskie i hinduistyczne lepiej radzą sobie z właściwym doborem guru, gdyż taka funkcja jest tam głębiej i trwalej zakorzeniona, a istnienie guru wydaje się naturalne i oczywiste.

## Znaczenia pozareligijne
- W znaczeniu potocznym – wysoki autorytet w pewnym środowisku czy w pewnej dziedzinie (mistrz, nauczyciel).
- W środowisku informatycznym „guru” określa osobę najlepiej w okolicy znającą dany temat. Okolica niekoniecznie odnosi się do fizycznej bliskości. Określeniem tym bywa też nazywany główny administrator sieci w dużych instytucjach, posiadający wszystkie możliwe uprawnienia.
- Zawieszenie się systemu AmigaOS zostało przez jego autorów nazwane Guru Meditation (i taki też napis pojawia się w systemowym komunikacie).